# 포마레 1세

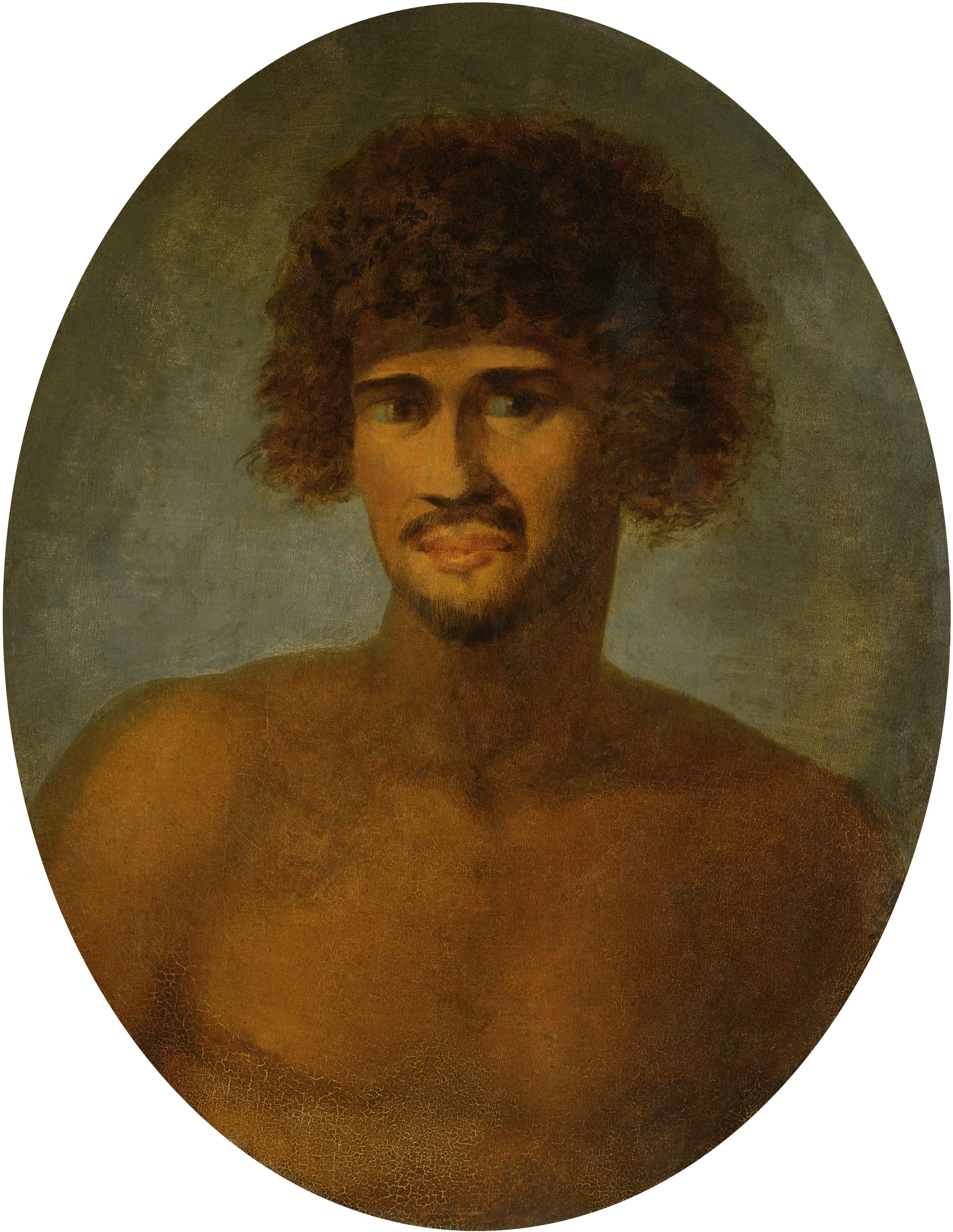

포마레 1세(Pōmare I, 1753년 경 – 1803년 9월 3일, 공식 이름: 투누이에아아이테아투아, Tu-nui-e-a'a-i-te-atua)는 타히티를 통일한 최초의 왕이자 1788년에서 1791년 사이에 포마레 왕조와 타히티 왕국의 창시자였다. 1791년에 퇴위했지만 1791년부터 1803년까지 그의 후계자 포마레 2세(Pōmare II)의 소수 통치 기간 동안 수호 섭정으로 권력을 잡았다. 1789년 바운티 호의 반란 당시 타히티의 통치자였던 것으로 서구 세계에서 가장 잘 알려져 있다.